# Ivica Tončev
Ivica Tončev (in serbo Ивица Тончев?; Niš, 17 novembre 1968) è un politico serbo.

## Biografia
Tončev e 'nato a Niš. Vive a Surdulica, Vienna e Belgrado.
Lui è un manager. Oltre la politica è stato attivo nel Stella Rossa come vice presidente dal 2012 fino al 2015.

### Nel governo Dačić
Da settembre 2012 a aprile 2014 è stato consigliere per la sicurezza nazionale del Primo Ministro della Serbia Ivica Dačić.

### Nel governo Vučić
Dal giugno 2014 è consigliere speciale del Primo Vice Primo Ministro della Serbia. È responsabile della diplomazia economica e diaspora.